# Doyle O. Hickey

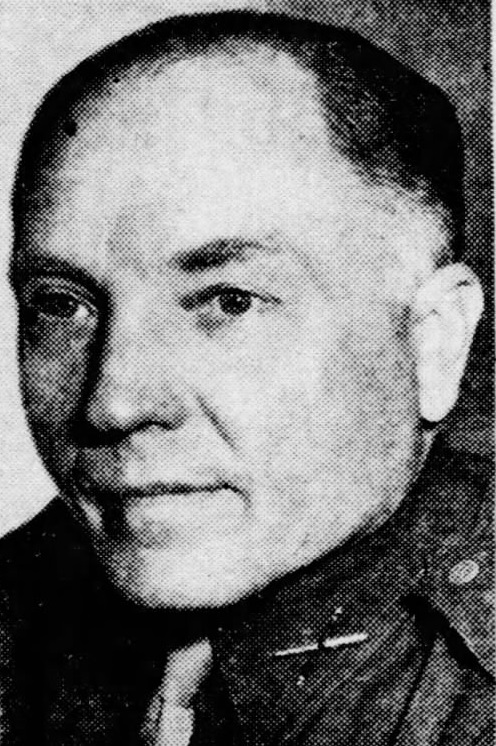
Doyle Overton Hickey (1947)

Doyle Overton Hickey (* 27. Juli 1892 in Rector, Clay County, Arkansas; † 20. Oktober 1961 in Jefferson, Jefferson Parish, Louisiana) war ein Generalleutnant der United States Army. Er war unter anderem Kommandeur der 3. Panzerdivision.
Doyle Hickey war ein Sohn von John Britton Hickey (1867–1941) und dessen Frau Genie Crews (1873–1958). Er wuchs in Camden in Arkansas auf, wo er im Jahr 1909 die High School absolvierte. Nach dem Besuch des Hendrix Colleges studierte er bei einem ortsansässigen Rechtsanwalt Jura. Später zog er nach Memphis in Tennessee, wo er in einer holzverarbeitenden Firma tätig war.
Im Jahr 1917 trat Hickey angesichts des amerikanischen Eintritts in den Ersten Weltkrieg dem amerikanischen Heer bei. In Leonsprings in Texas absolvierte er die Officer Candidate School, woraufhin er als Leutnant der Artillerie in das Offizierskorps des US-Heeres aufgenommen wurde. In der Armee durchlief er anschließend alle Offiziersränge vom Leutnant bis zum Drei-Sterne General.
Im Lauf seiner militärischen Karriere absolvierte er verschiedene Kurse und Schulungen. Dazu gehörten unter anderem die School of Fire in Fort Sill in Oklahoma, die Field Artillery School und das Command and General Staff College.
In seinen jüngeren Jahren absolvierte er den für Offiziere in den niederen Rangstufen üblichen Dienst in verschiedenen Einheiten und Standorten. Dazu gehörten auch Aufgaben als Stabsoffizier in verschiedenen Hauptquartieren. In der Endphase des Ersten Weltkriegs war er mit der 31. Infanteriedivision auf dem europäischen Kriegsschauplatz eingesetzt. In den 1920er und 1930er Jahren setzte er seine Offizierslaufbahn an verschiedenen Standorten und bei verschiedenen Einheiten in den Vereinigten Staaten fort. Zwischenzeitlich absolvierte er die oben erwähnten Schulen. Hickey war unter anderem Stabsoffizier beim 7. Feldartillerieregiment in New York City und bei der United States Park Police in Washington, D.C. In den Jahren 1938 bis 1940 war er auf den Philippinen stationiert, in den Jahren 1940 und 1941 kommandierte er das 9. Infanterieregiment in Fort Bragg, in North Carolina. Dort war er gleichzeitig Stabsoffizier beim Field Artillery Replacement Center.
Nach dem amerikanischen Eintritt in den Zweiten Weltkrieg erhielt Doyle Hickey im Jahr 1942 das Kommando über eine Brigade (Combat Command A) der 3. Panzerdivision. Die Division wurde zunächst in den Vereinigten Staaten und ab September 1943 in England auf einen Kriegseinsatz vorbereitet. Ab Juni 1944 war Division am alliierten Vormarsch durch Nordfrankreich beteiligt. Hickey behielt sein Kommando über seine Brigade bis zum 31. März 1945. Er war unter anderem an der Schlacht im Hürtgenwald und an der Abwehr der deutschen Ardennenoffensive beteiligt.
Nach dem am 30. März 1945 der bisherige Kommandeur der 3. Panzerdivision Maurice Rose von deutschen Panzersoldaten erschossen wurde, wurde Hickey zu dessen Nachfolger als Divisionskommandeur bestimmt. Dieses Kommando bekleidete er bis Juni 1945. In dieser Zeit endete der europäische Teil des Zweiten Weltkriegs.
Nach seiner Rückkehr in die Vereinigten Staaten diente Hickey als Stabsoffizier bei den Army Ground Forces, einem von drei zwischen 1942 und 1948 bestehenden autonomen Armeekomponenten des US-Heeres. Nach einer zwischenzeitlichen anderen Verwendung wurde er in den Fernen Osten nach Japan versetzt, wo er in den Jahren 1950 bis 1953 als Stabschef des dortigen amerikanischen Truppenoberkommandos fungierte und eine wichtige Rolle bei den Planungen und der Durchführung militärischer Operationen im Koreakrieg spielte. Im Jahr 1953 schied Doyle Hickey aus dem aktiven Militärdienst aus.
Nach seiner Pensionierung arbeitete Hickey im Vorstand des Flugmotorenherstellers Continental Motors. Der seit 1917 mit Sophronia Brown (1893–1975) verheiratete Offizier starb am 20. Oktober 1961 in einem Krankenhaus in Jefferson in Louisiana und wurde auf dem Friedhof in Pass Christian in Mississippi beigesetzt.

## Orden und Auszeichnungen
Doyle Hickey erhielt im Lauf seiner militärischen Laufbahn unter anderem folgende Auszeichnungen:
- Army Distinguished Service Medal
- Silver Star
- Legion of Merit
- Bronze Star Medal